# جزيرة باليكوكوب
جزيرة باليكوكوب وهي جزيرة من جزر إندونيسيا، وتقع في إقليم كالمنتان الشرقية.